# Mason Thames
Mason Thames (Dallas, 10 de julho de 2007), é um ator norte-americano conhecido principalmente por sua atuação no cinema e na televisão. Ele ganhou destaque ao interpretar Finney Blake no filme de terror psicológico The Black Phone (2021), dirigido por Scott Derrickson, uma adaptação da obra de Joe Hill. Ele também interpretou o jovem Cordell Walker na série Walker (2021), uma recriação moderna da clássica série Walker, Texas Ranger.  
Thames iniciou sua carreira artística ainda criança, participando de turnês nacionais de balé entre 2013 e 2016, onde teve destaque em produções como O Quebra-Nozes. Sua transição para a atuação foi marcada por papéis em produções de televisão e cinema de grande alcance, consolidando-o como uma das jovens promessas de Hollywood.  
Entre seus projetos futuros, destacam-se sua atuação no live-action de How to Train Your Dragon de 2025, no qual interpretará Hiccup Horrendous Haddock III, e a sequência de The Black Phone (2025).  

## Filmografia

### Cinema
| Ano  | Título                   | Papel                         | Notas                                           |
| ---- | ------------------------ | ----------------------------- | ----------------------------------------------- |
| 2021 | The Black Phone          | Finney Blake                  | Baseado no conto homônimo de Joe Hill           |
| 2024 | Incoming                 | Benj Nielsen                  | [ 2 ]                                           |
| 2024 | Monster Summer           | Noah                          | Projeto independente ao lado de Mel Gibson      |
| 2025 | How to Train Your Dragon | Hiccup Horrendous Haddock III | Adaptação live-action da animação da DreamWorks |
| 2025 | The Black Phone 2        | Finney Blake                  | Sequência confirmada; atualmente em filmagem    |

### Televisão
| Ano       | Título          | Papel          | Notas       |
| --------- | --------------- | -------------- | ----------- |
| 2019      | For All Mankind | Daniel Stevens | 3 episódios |
| 2021–2022 | Walker          | Walker (jovem) | 3 episódios |